# منادی‌ال
منادی‌ال (به انگلیسی: Menadiol) یک ترکیب شیمیایی با شناسه پاب‌کم ۱۰۲۰۹ است.